# Franz Bistricky
Franz Bistricky (født 26. juli 1914, død 7. maj 1975) var en østrigsk håndboldspiller, som blandt andet deltog i OL 1936.
Han var en del af det østrigske håndboldlandshold, som vandt sølvmedalje. Han spillede i to kampe.